# Bary-Gletscher
Der Bary-Gletscher ist ein Gletscher an der Südküste Südgeorgien. Er fließt südlich des Christophersen-Gletschers in westlicher Richtung zur Jacobsen Bight und durchschneidet die zwischen dem Christophersen-Gletscher und Kap Darnley liegende längste Sedimentsequenz der Insel.
Das UK Antarctic Place-Names Committee benannte ihn 1982 nach Thomas de Bary, einer der ersten Direktoren der vom norwegischen Walfangunternehmer Carl Anton Larsen 1904 gegründeten argentinischen Fischereigesellschaft Compañía Argentina de Pesca.